# 沖縄日報
沖縄日日新聞（おきなわにちにちしんぶん）、沖縄日報（おきなわにっぽう）は、沖縄県にかつて存在した県域新聞社である。
1931年6月に「沖縄日日新聞」として創刊。1年後の1932年に「沖縄日報」に題字を変更し、沖縄朝日新聞、琉球新報と並んで、昭和初期の沖縄県を代表する県域新聞として絶大なる支持を集めた。しかし1942年の新聞統廃合令の実施に伴い「沖縄新報」へ統合し廃刊した。

## 同社出身の有名人
- 古波蔵保好（後に毎日新聞移籍→評論家、エッセイスト）